# Paramaechidius helleri
Paramaechidius helleri är en skalbaggsart som beskrevs av Frey 1969. Paramaechidius helleri ingår i släktet Paramaechidius och familjen Melolonthidae. Inga underarter finns listade i Catalogue of Life.